# Ле-Марти
Ле-Марти́ (фр. Les Martys) — коммуна во Франции, находится в регионе Лангедок — Руссильон. Департамент коммуны — Од. Входит в состав кантона Ма-Кабарде. Округ коммуны — Каркасон.
Код INSEE коммуны — 11221.

## Население
Население коммуны на 2008 год составляло 274 человека.
| 1962 | 1968 | 1975 | 1982 | 1990 | 1999 | 2008 |
| ---- | ---- | ---- | ---- | ---- | ---- | ---- |
| 153  | 198  | 186  | 188  | 183  | 198  | 274  |

## Экономика
В 2007 году среди 163 человек в трудоспособном возрасте (15—64 лет) 103 были экономически активными, 60 — неактивными (показатель активности — 63,2 %, в 1999 году было 65,5 %). Из 103 активных работали 93 человека (50 мужчин и 43 женщины), безработных было 10 (8 мужчин и 2 женщины). Среди 60 неактивных 11 человек были учениками или студентами, 22 — пенсионерами, 27 были неактивными по другим причинам.